# Jaume Carrera i Pujal
Jaume Carrera i Pujal (Centelles, Osona, 1895 - Barcelona, 8 de gener de 1961) fou un periodista i historiador català fortament vinculat a Castellterçol. Casat amb Casimira Majó i Cardona. Col·laborador de la revista Teatre Català. Redactor de El Poble Català i La Veu de Catalunya. Col·laborador a la revista Economia i Finances. Fundador del periòdic: El Castell i la revista Catalunya Marítima. Director de les publicacions de la Cambra de Comerç i Navegació de Barcelona, Revista Mensual i Memòria Comercial. Publicà diversos articles a l'Enciclopèdia Espasa: la part financera de l'article Guerra, sobre la mundial de 1914-18, i els de Moneda, Sindicalismo i Transportes. En acabar la Guerra Civil, depurat per l'Oficina de Premsa favorablement, no va tornar a exercir el periodisme. Morí a Barcelona i fou sebollit al Cementiri de Montjuïc.

## Obres

### Obres generals
- Historia de la economía española (1943-47)
- Historia política y económica de Cataluña. Siglos XVI, XVII y XVIII (1945-48)
- Historia política de Cataluña en el siglo XIX (1957)
- La economía de Cataluña en el siglo XIX (1961)
- Aspectos de la vida gremial barcelonesa en los siglos XVIII y XIX (1949)
- La Lonja del Mar y los Cuerpos de Comercio de Barcelona (1953)
- La Universidad, el Instituto, los Colegios y las Escuelas de Barcelona en los siglos XVIII y XIX (1957)
- La enseñanza profesional en Barcelona en los siglos XVIII y XIX (1957)
- La escuela de nobles artes de Barcelona: (1775-1901) (1957)

### Obres d'historiografia local
- La vila de Castellterçol (1948)
- Ampliacions al llibre La vila de Castellterçol (1955)
- La Barcelona del segle xviii (1951)

### Obres de caràcter polític
- La protecció de les minories nacionals (1923)
- Per un ordre polític i econòmic (1935)
- La evolución de las ideas y las luchas sociales (1940)
- La hegemonía de Europa (1941)
- La Monarquía y su sistema de Gobierno en el pensamiento político de Balmes (1948)

### Altres obres
- La recordança del seu poble, de l'Album record a Enric Prat de la Riba (1935)
- El Sociòleg, de l'Album record a Enric Prat de la Riba (1935)

### Memòries
- Memòries de Jaume Carrera i Pujal (1895-1961) Periodista i historiador (2023)

## Fons
A l'Arxiu Fotogràfic de Barcelona es conserva part del seu fons personal. El fons aplega fotografies que Carrera Pujal va utilitzar per il·lustrar el seu llibre La Lonja del Mar y los cuerpos de Comercio de Barcelona, Barcelona, 1953. Es troben imatges de personatges de la història política contemporània i de l'interior de la Llotja de Mar de Barcelona.